# Flasktjärnen, Jämtland
Flasktjärnen är en sjö i Bräcke kommun i Jämtland och ingår i Ljungans huvudavrinningsområde. Sjön har en area på 0,0514 kvadratkilometer och ligger 366,9 meter över havet.

## Delavrinningsområde
Flasktjärnen ingår i det delavrinningsområde (697486-151656) som SMHI kallar för Utloppet av Bjursjön. Medelhöjden är 372 meter över havet och ytan är 17,6 kvadratkilometer. Det finns inga avrinningsområden uppströms utan avrinningsområdet är högsta punkten. Bjursjöbäcken som avvattnar avrinningsområdet har biflödesordning 5, vilket innebär att vattnet flödar genom totalt 5 vattendrag innan det når havet efter 134 kilometer. Avrinningsområdet består mestadels av skog (87 procent). Avrinningsområdet har 0,37 kvadratkilometer vattenytor vilket ger det en sjöprocent på 2,1 procent.